# Naturschutzgebiet Hermelenstein

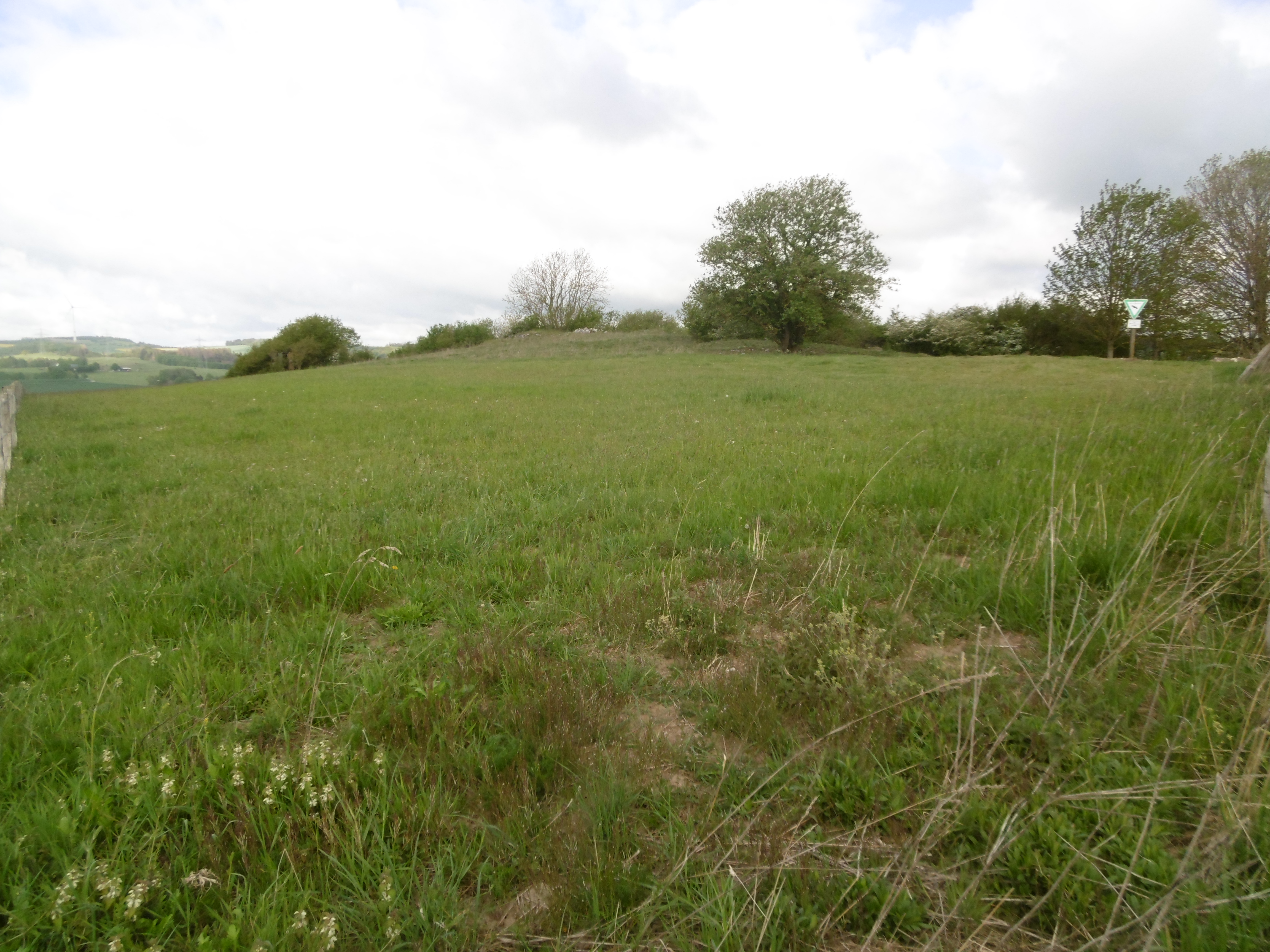
Naturschutzgebiet Hermelenstein

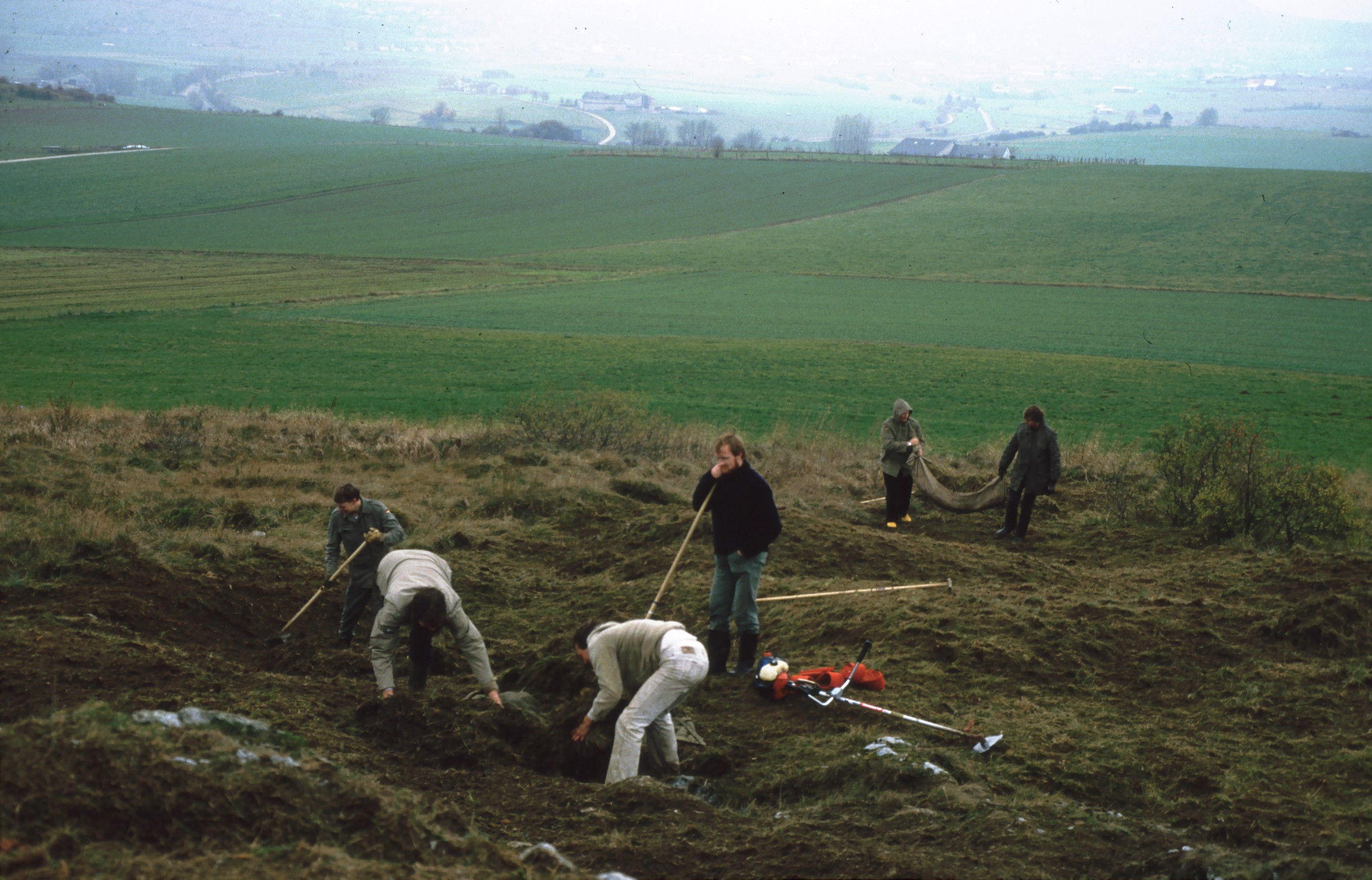
Arbeitseinsatz des VNV im Naturschutzgebiet Hermelenstein 1986

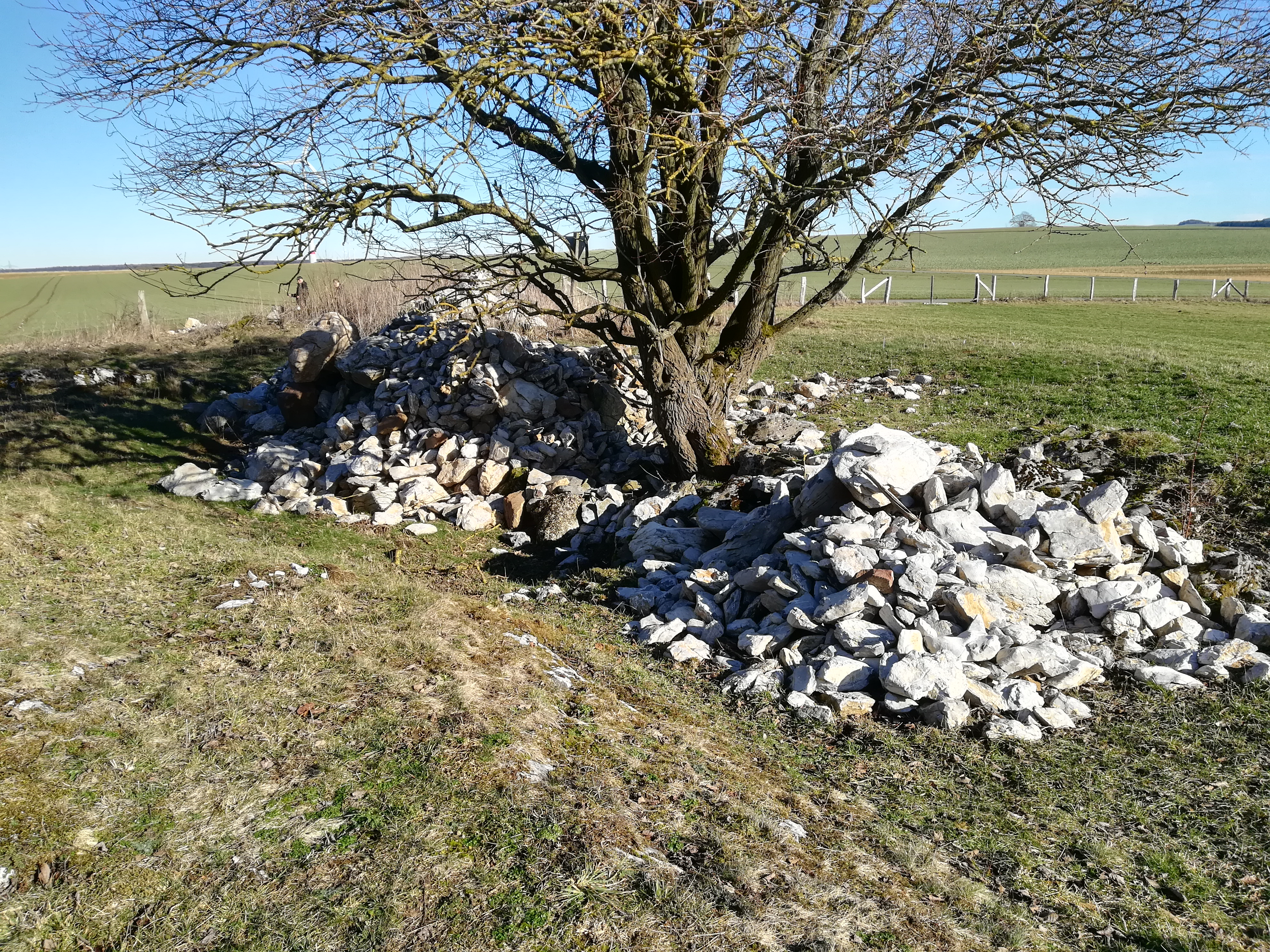
Lesesteinhaufen

Das Naturschutzgebiet Hermelenstein mit einer Größe von 1,05 ha liegt südöstlich von Wülfte im Stadtgebiet von Brilon. Das Gebiet wurde 2008 mit dem Landschaftsplan Briloner Hochfläche durch den Hochsauerlandkreis als Naturschutzgebiet (NSG) ausgewiesen. Es ist eines von 31 Naturschutzgebieten in Brilon, welche zur Gruppe der Kalkkuppen mit speziellen Verboten gehören. Das NSG gehört zum FFH-Gebietes Kalkkuppen bei Brilon (DE 4617-303). Im Westen grenzt das NSG ans Landschaftsschutzgebiet Magergrünlandkomplex südlich Wülfte. Im Norden, Osten und Süden grenzt das Landschaftsschutzgebiet Offenlandkomplex um Wülfte / Briloner Hochfläche an.

## Gebietsbeschreibung
Beim NSG handelt es sich um die Kalkfelskuppe Hermelenstein. An der in West-Ost-Richtung verlaufenden Kuppen treten Felsen offen zu Tage und erreichen eine Höhe von etwa sieben Meter. An der Bergkuppe liegt ein ein bis fünf Meter hohes, unterbrochenes und teils stufig nach Norden abfallendes Felsband mit typischer Farn- und Moosvegetation. Nördlich des Feldbereichs befindet sich ein beweidetes Gebüsch. das Gebüsch besteht vornehmlich aus Hasel und Schlehe. Eine alte Esche mit einem Brusthöhendurchmesser von 80 cm steht auch in diesen NSG-Bereich. Südlich des Felsbandes liegt eine reliefierte und mit Einzelsträuchern und Strauchgruppen bestockte Grünlandbereich. Zum Grünland gehören auch Magerrasen. Die Kuppe ist im oberen, flachgründigen und teils felsig-steinigen Bereich mit Enzian-Schillergrasrasen bewachsen. Im unteren Kuppenbereich ist die Magerweise als Rotschwingel-Straußgrasweide ausgebildet. Der Schillergrasrasen ist teils kraut- und artenreich ausgebildet mit viel Sonnenröschen und Arznei-Thymian. Teilbereich sind auch mit Rot-Schwingel und Straußgras vergrast. Im südlichen Bereich liegen artenarme Weidebereiche.
Es wurden Pflanzenarten wie Berg-Platterbse, Blutwurz, Braunstieliger Streifenfarn, Breitblättriger Thymian, Gewöhnlicher Fransenenzian, Frühlings-Fingerkraut, Gamander-Ehrenpreis, Gelbes Sonnenröschen, Kleine Bibernelle, Kleiner Wiesenknopf, Kleines Habichtskraut, Knoblauchsrauke, Mauerraute, Quendel-Sandkraut, Rundblättrige Glockenblume, Ruprechtskraut, Scharfer Mauerpfeffer, Tauben-Skabiose, Waldmeister, Weiches Kammmoos, Wiesen-Flockenblume und Zerbrechlicher Blasenfarn nachgewiesen.
Im Landschaftsplan steht zum Schutzgebiet: „Das Gebiet repräsentiert mit seinem Felsband und dem Kalk-Halbtrockenrasen in typischer Weise die Vegetation und Struktur von Kalkkuppen im Briloner Raum. Das NSG Hemelenstein ist eine wichtige Teilfläche im regionalen Verbund von Kalkkuppen und -rücken im Briloner Raum.“
Das Gebiet lag in den 1980er und 1990er Jahren brach. Es gab dort Mäh-Arbeitseinsätze des Verein für Natur- und Vogelschutz im Hochsauerlandkreis (VNV). Ab den 2000er Jahren erfolgte wieder eine Beweidung mit Rindern.

## Schutzzweck
Im NSG sollen die Grünlandbereiche geschützt werden. Wie bei allen Naturschutzgebieten in Deutschland wurde in der Schutzausweisung darauf hingewiesen, dass das Gebiet „wegen der Seltenheit, besonderen Eigenart und Schönheit des Gebietes“ zum Naturschutzgebiet wurde. Der Landschaftsplan führt zum Schutzzweck auf: „Erhaltung und Optimierung einer kleinen, aber für den Arten- und Biotopschutz wertvollen und für das Briloner Kalkplateau typischen Kalkkuppe mit ihren Kleinstrukturen aus Halbtrocken- und Magerrasen- sowie Felsanteilen, auch als wichtige Teilfläche im regionalen Verbund ähnlicher Biotopstrukturen; Sicherung der Kohärenz und Umsetzung des europäischen Schutzgebietssystems ‚Natura 2000‘.“

## Verbote
Zu den normalen Verboten in Naturschutzgebieten kommen beim NSG Hermelenstein wie bei den anderen 30 Kalkkuppen zusätzliche Verbote hinzu. Es ist verboten, die Briloner Kalkkuppen zu düngen, zu walzen und zu schleppen. Es dürfen nicht mehr als zwei Großvieheinheiten pro Hektar gleichzeitig weiden. Ferner darf erst ab dem 1. Juli eines Jahres gemäht werden.